# 液晶

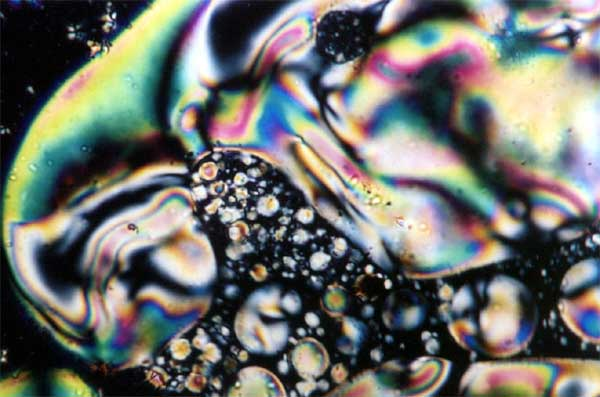
具結晶性的液體 - 液晶

液晶，即液態晶體（Liquid Crystal，LC），是相態的一種，因為具有特殊的理化與光電特性，20世紀中葉開始被廣泛應用在輕薄型的顯示技術上。
人們熟悉的物質狀態（又稱相）為氣、液、固，較為生疏的是電漿和液晶。液晶相由具有特殊形狀分子組合时會產生，它們可以流動，又擁有結晶的光學性質。液晶的定義，現在已放寬而囊括了在某一溫度範圍可以實現液晶相，在較低溫度為正常結晶之物質。而液晶的組成物質是一種有機化合物，也就是以碳為中心所構成的化合物。同時具有兩種物質的液晶，是以分子間力量組合的，它們具有特殊的光學性質，又對電磁場敏感，極有實用價值。

## 歷史
1850年，普魯士醫生魯道夫·菲爾紹等人發現神經纖維的萃取物中含有一種不尋常的物質。1877年，德國物理學家奥托·雷曼運用偏光顯微鏡首次觀察到了液晶化的現象，但他對此現象的成因並不瞭解。
1888年3月14日，奧地利布拉格德國大學的植物生理學家弗里德里希·莱尼泽（Friedrich Reinitzer）藉由在植物內加熱苯甲酸胆固醇脂研究膽固醇，觀察到膽固醇苯甲酸酯在熱熔時的異常表現。該物質在145.5℃時熔化，產生了帶有光彩的混濁物，溫度升到178.5℃後，光彩消失，液體透明。此澄清液體稍微冷卻，混濁又復出現，瞬間呈現藍色。
萊尼澤反覆確定他的發現後，向德國物理學家奥托·雷曼（Otto Lehmann）請教。當時雷曼建造了一座具有加熱功能的顯微鏡去探討液晶降溫結晶之過程，後來更加上了偏光鏡，成为深入研究萊尼澤的化合物的重要仪器。從那時開始，雷曼的精力完全集中在該類物質。他開始以為這種物質是軟晶體，然後改稱晶態流體，最後深信偏振光性質為該物質特有，流動晶體（Fliessende kristalle）的名字才算正確。此名稱與液晶（Flussige kristalle）已經十分相近。萊尼澤和雷曼因此被譽為液晶之父。
由嘉德曼（L. gattermann）、利區克（A Ristschke）合成的氧偶氮醚，也是被雷曼鑑定為屬於液晶的一種。但在20世紀，有名的科學家如坦曼（G. tammann）都以為雷曼等的觀察，只是極微細晶體懸浮在液體形成膠體之現象。涅斯特（W. Nernst）則認為液晶只是化合物的互變異構物之混合物。不過，化學家丹尼尔·福尔兰德尔（D. Vorlander）的努力由聚集經驗使他能預測哪一類的化合物最可能呈現液晶特性，然後合成取得該等化合物質，該理論於是被證明。

## 分類
- 向列型液晶（nematic）
- 層列型液晶（smectic）
- 膽固醇液晶（cholesteric）
- 碟型（discotic）
- 熱致液晶（thermotropic LC）
- 重現性液晶（reentrant LC）

1922年，法國人喬治斯·弗里德爾（Georges Friedel）仔細分析當時已知的液晶，把他們分為三類：向列型（nematic）、層列型（smectic）、膽固醇型（cholesteric）。名字的來源，前兩者分別取自希臘文線狀和清潔劑（肥皂）；膽固醇型的名字有歷史意義，如以近代分類法，它們屬於手向列型。其實弗里德對液晶一詞不贊同，他認為「中間相」才是最合適的表達。
1970年代才發現的碟型（discotic）液晶，是具有高對稱性原狀分子重疊組成之向列型或柱行系統。除了型態分類外，液晶因產生之條件（狀況）不同而被分為熱致液晶（thermotropic LC）和溶致液晶（lyotropic LC），分別由加熱、加入溶劑形成液晶的兩種產生情形。
溶致性液晶生成的例子，是肥皂水。在高濃度時，肥皂分子呈層列性，層間是水分子。濃度稍低，組合又不同。
其實一種物質可以具有多種液晶相。又有人發現，把兩種液晶混合物加熱，得到等向性液體後再冷卻，可以觀察到次第為向列型、層列型液晶。這種相變化的物質，稱為重現性液晶（reentrant LC）。

## 分子結構
穩定液晶相是分子間的范德华力。因分子集結密度高，斥力異向性影響較大，但吸引力則是維持高密度，使集體達到液晶狀態之力量，斥力和吸引力相互制衡十分重要。又如分子有極性基團時，偶極相互作用成為重要吸引力。

## 用途
按照不同液晶分子的排列能呈現有選擇性的光散射。因排列可以受外力影響，液晶材料製造器件潛力很大。範圍於兩片玻璃基板（已發展出塑膠基板）之間的手性向列型液晶，經過一定手續處理，就可形成不同的紋理。
膽固醇型液晶，因螺旋結構而對光有選擇性反射，利用白光中的圓偏光，最簡單的是根據變色原理製成的溫度計（魚缸中常看到的溫度計）。在醫療上，皮膚癌和乳癌之偵測也可在可疑部位塗上膽固醇液晶，然後與正常皮膚顯色比對（因為癌細胞代謝速度比一般細胞快，所以溫度會比一般細胞高些）。
電場與磁場對液晶有巨大的影響力，向列型液晶相的介電性行為是各類光電應用的基礎。用液晶材料製造以外加電場操作之顯示器，在1970年代以後發展很快。因為它們有小容積、微量耗電、低操作電壓、易設計多色面版等多項優點。不過因為它們不是發光型顯示器，在暗處的清晰度、視角和環境溫度限制，都不理想。無論如何，電視和電腦的屏幕以液晶材質製造，十分有利。大型屏幕在以往受制於高電壓的需求，變壓器的體積與重量不可言喻。其實，彩色投影電視系統，亦可利用手性向列型液晶去製造如偏光面版、濾片、光電調整器。